# کارلوس یامسا
کارلوس یامسا (اسپانیایی: Carlos Llamosa‎؛ زادهٔ ۳۰ ژوئن ۱۹۶۹) یک بازیکن فوتبال اهل ایالات متحده آمریکا است.

## تیم ملی
وی همچنین در تیم ملی فوتبال ایالات متحده آمریکا بازی کرده است.